# 第66回日本選手権競輪
第66回日本選手権競輪（だい66かい にほんせんしゅけんけいりん）は、2013年3月19日から24日まで、立川競輪場にて開催された、競輪のGI競走である。優勝賞金6000万円。

## 決勝戦

### 成績
- 3月24日（日） 16:30 第11レース[1][2][3]
- 誘導員…佐久間仙行（東京）

| 着順 | 車番 | 選手       | 登録地 | 着差     | 決まり手 | 上がり(秒) | H/B | 特記 |
| ---- | ---- | ---------- | ------ | -------- | -------- | ---------- | --- | ---- |
| 1    | 1    | 村上義弘   | 京都   |          | 差し     | 11.9       |     |      |
| 2    | 9    | 深谷知広   | 愛知   | 3/4車輪  | 捲くり   | 11.6       |     |      |
| 3    | 7    | 山崎芳仁   | 福島   | 1車輪    |          | 11.9       |     |      |
| 4    | 2    | 武田豊樹   | 茨城   | 1/2車身  |          | 12.2       | B   |      |
| 5    | 3    | 成田和也   | 福島   | 3/4車輪  |          | 11.9       |     |      |
| 6    | 4    | 佐藤慎太郎 | 福島   | 1車身1/2 |          | 11.8       |     |      |
| 7    | 8    | 菊地圭尚   | 北海道 | 大差     |          | 15.0       |     |      |
| 8    | 6    | 牛山貴広   | 茨城   | 大差     |          |            |     |      |
| 9    | 5    | 佐藤友和   | 岩手   | 3車身    |          |            | H   |      |

### 配当金額
| 枠番二連勝複式 | 1=6   | 870円   |
| 枠番二連勝単式 | 1-6   | 2630円  |
| 車番二連勝複式 | 1=9   | 800円   |
| 車番二連勝単式 | 1-9   | 2730円  |
| 三連勝複式     | 1=7=9 | 2210円  |
| 三連勝単式     | 1-9-7 | 17890円 |
| ワイド         | 1=9   | 480円   |
| ワイド         | 1=7   | 740円   |
| ワイド         | 7=9   | 340円   |

### レース概要
佐藤友が先行して、最終2角で菊地が番手まくり。3番手の武田がその上をまくったが、武田後位の村上が直線で抜け出し、2年ぶり2度目のダービー制覇。後方から伸びてきた深谷は2着で、ダービー完全優勝はならず。また、山崎は3着でグランドスラム達成は来年以降へ持ち越しとなった。
なお、村上は、グランプリ制覇翌年のダービー制覇を達成した（有坂直樹以来）。

## 特記事項
- 立川競輪場での日本選手権競輪開催は、吉岡稔真が優勝した2006年以来7年ぶり7回目。

- 地上波の決勝戦中継は「第66回日本選手権競輪（GI）～決勝戦～」テレビ東京《TXN系列・RNB・NIB・RKK 全9局ネット》。またテレ玉が初日から最終レースのみCS放送の同時ネットを行った。

- 六日間の総売上は144億7147万9200円で、目標の160億円を大幅に下回った。